# Jake Abel
Jacob Allen (Jake) Abel (Canton (Ohio), 18 november 1987) is een Amerikaans acteur, zanger en model.

## Biografie
Abel werd geboren in Canton (Ohio) in een gezin van twee kinderen.
Abel begon in 2005 met acteren in de film Go Figure, waarna hij nog meerdere rollen speelde in films en televisieseries.
Abel is in 2013 getrouwd met een schrijfster, en heeft samen met zijn vrouw een album opgenomen genaamd Black Magic.

## Filmografie

### Films
Uitgezonderd korte films.
- 2024 Unspoke - als Bryan Christensen
- 2021 Malignant - als Derek Mitchell
- 2020 Son of the South - als Doc
- 2019 An Affair to Die For – als Everett
- 2018 Shrimp – als Daniel
- 2016 Almost Friends – als Jack
- 2014 Love & Mercy – als Mike Love
- 2014 Against the Sun – als Gene Aldrich
- 2014 Ghosts of the Pacific – als Gene Aldrich
- 2014 Good Kill – als Joseph Zimmer
- 2013 The Host – als Ian O’Shea
- 2013 Percy Jackson: Sea of Monsters – als Luke
- 2011 I Am Number Four – als Mark James
- 2010 Percy Jackson & the Olympians: The Lightning Thief – als Luke
- 2009 Angel of Death – als Cameron Downes
- 2009 The Lovely Bones – als Brian Nelson
- 2008 Flash of Genius – als Dennis (21 jaar oud)
- 2008 Strange Wilderness – als Conservationist
- 2008 Tru Loved – als Trevor
- 2005 Go Figure – als Spencer

### Televisieseries
Uitgezonderd eenmalige gastrollen.
- 2022-2023 Walker - als Kevin Golden - 8 afl.
- 2019 Another Life – als Sasha Harrison – 10 afl.
- 2018 Dirty John – als Trey – 3 afl.
- 2018 Medal of Honor – als sergeant Brad Larson – 2 afl.
- 2009-2010, 2019-2020 Supernatural – als Michael / Adam Milligan – 5 afl.
- 2005-2006 Threshold – als Brian Janklow – 3 afl.

- Biblioteca Nacional de España: XX5329843
- Bibliothèque nationale de France: cb167339361 (data)
- International Standard Name Identifier: 0000 0000 8058 1570
- Library of Congress Control Number: no2010103794
- Nationale Bibliotheek van Israël: 987007411945905171
- Système universitaire de documentation: 172303966
- Virtual International Authority File: 122105680
- WorldCat: E39PBJy4jPJrkvdf4kYmg46HYP